# Чёрный июль
Чёрным июлем называют серию беспорядков и погромов на Шри-Ланке, направленных против тамильского меньшинства. Беспорядки начались 23 июля 1983 года как реакция сингалов на убийство группы солдат армии Шри-Ланки членами организации Тигры освобождения Тамил-Илама (ТОТИ). В результате было убито от 400 до 3000 тамилов, десятки тысяч зданий были разрушены, многие тамилы уехали из страны.
Чёрный июль стал началом Гражданской войны на Шри-Ланке и заставил мир вспомнить о шри-ланкийском тамильском меньшинстве.

## Предпосылки
Со времён обретения независимости Шри-Ланки от Великобритании происходили многочисленные столкновения между сингалами, доминировавшими в политической жизни страны, и тамильским меньшинством.

## События июля 1983
23 июля 1983 года на дороге в городе Джафна боевики ТОТИ устроили засаду на военный конвой, состоящий из джипа и грузовика. Джип был подорван миной, в результате чего 2 солдата были смертельно ранены. При помощи автоматов и гранат боевики уничтожили ещё 12 солдат и одного офицера, ехавших на грузовике; 2 солдата были ранены. Таким образом, в результате засады погибло 15 военных.
Согласно обычаю военные должны были быть похоронены в родных деревнях, но дабы не спровоцировать массовые беспорядки, правительство решило похоронить погибших военных на кладбище Канатте в Коломбо. Однако беспорядки всё же начались. 24 июля толпы сингалов, узнавших о произошедшем, грабили и жгли тамилов; нападали на их жилища и места работы. В погромах участвовали, в том числе, многие представители преступного мира. Организаторы Чёрного июля пытались создать видимость поддержки беспорядков правительством. В то же время некоторые сингалы и мусульмане спасали тамилам жизни и укрывали их в храмах и правительственных зданиях. Вечером 24 июля в Коломбо правительство ввело комендантский час. Но полиция порядок фактически не поддерживала. На помощь полиции была призвана армия. На следующий день погромы и убийства продолжились. Они были особенно интенсивными там, где количество тамилов было большим. Например, Канди, Малате, Навалапития, Бадулла, Нувара-Элия. Тамилов вытаскивали из машин и избивали, а сами машины жгли. Также были жертвы и среди сингалов.
Одна из самых жестоких серий убийств произошла в тюрьме строгого режима Великада. 25 июля заключённые сингалы, используя ножи и дубинки, убили 37 тамилов. Выжившие тамилы утверждали, что надзиратели помогали сингалам выбраться из камер. Надзиратели говорили, что это сингалы крали у них ключи.
Из-за того, что ситуация была особо напряжённой в провинциях, где вместе живут два народа, 26 июля комендантский час был расширен на всю страну. В результате успешных действий полиции и армии, которые патрулировали улицы и арестовывали бунтовщиков, к вечеру беспорядки стали значительно ослабевать во всей Шри-Ланке. Ночью солдат, погибших в Джафне, спокойно похоронили. Днём 27 июля комендантский час был отменён, а ситуация нормализовалась, но единичные инциденты не прекратились. Так, в Коломбо возникли несколько погромов, как реакция на слухи о возможных терактах, которые могли устроить члены ТОТИ. 28 июля в тюрьме Великада поизошёл второй бунт. Было убито 15 тамилов.

## Меры правительства
Во время начала беспорядков полицейское руководство и сами полицейские бездействовали. Но к 26 июлю полиция и армия всё таки вышла на улицы, чтобы принять меры против толпы, в результате чего стало меньше насилия. Правительство продлило комендантский час, чтобы предотвратить распространение погромов на другие части страны. Некоторые тамильские политики обвинили правящую партию в непринятии надлежащих мер по предотвращению беспорядков, но по мнению правительства оно приняло жизненно важные меры по борьбе с самыми ранними мятежами. Был введен комендантский час сразу после того, как начались беспорядки. Премьер-министр Ранасингхе Премадаса сформировал комитет по организации жилья и питания для 20 000 бездомных тамилов в Коломбо. Эти временные приюты были расположены в школах и ангарах. После того, как число беженцев увеличилось до 50000, правительство с помощью Индии отправило некоторых мятежников под суд.